# شهرستان اسکایلر (نیویورک)
شهرستان اسکایلر، نیویورک (به انگلیسی: Schuyler County, New York) یک سکونتگاه مسکونی در ایالات متحده آمریکا است که در ایالت نیویورک واقع شده‌است.

## خصوصیات
شهرستان اسکایلر ۸۸۵٫۷۸ کیلومترمربع مساحت دارد.